# Lettowianthus stellatus
Lettowianthus stellatus là loài thực vật có hoa duy nhất thuộc chi Lettowianthus trong họ Na (Annonaceae). Loài này được Friedrich Ludwig Emil Diels mô tả khoa học đầu tiên năm 1936 khi ông mô tả chi này.

## Phân bố
Loài này phân bố trong các khu rừng duyên hải từ miền nam Kenya tới Tanzania, kéo dài tới dãy núi Vòng cung Miền Đông. Cũng ghi nhận có mặt trên đảo Mafia thuộc Tanzania.
Môi trường sống: Rừng, rừng ven sông, rừng thưa Brachystegia ở cao độ 450–525 m.

## Mô tả
Cây gỗ cao 10–15 m; thân non có lông tơ mịn màu xám vàng, nhanh trở thành nhẵn nhụi, màu nâu khá nhạt, có gợn, đốm hột đậu; thân cây già hơn có vỏ màu nâu xám khá sần sùi, khá nhẵn hoặc hơi có vết nhăn theo chiều dọc. Phiến lá hình trứng ngược hoặc trứng ngược-elip, dài 3–17 cm, rộng 1,5–8 cm,rộng, nhọn hoắt ở đỉnh, thuôn tròn ở đáy, có màng, ban đầu có lông tơ mịn ở mặt dưới với các lông ngắn đặc biệt ở gân giữa và mép lá, sau nhẵn; các gân bên nổi rõ mặt dưới; cuống lá dài 3–8 mm, có lông tơ mịn khi non. Hoa có mùi thơm của đào; cuống dài 1,3-1,8 cm, có lông tơ mềm với các lông màu vàng tụ thành chùm (hiếm khi hình sao); lá bắc hình elip, dài 5–8 mm, rộng 4–6 mm, rậm lông măng nhỏ màu ánh vàng. Lá đài hình elip hẹp hoặc hình trứng, dài (0,8-)1-1,8 cm, rộng 8–9 mm, đảo ngược theo chiều dài, rậm lông măng với các sợi lông tụ thành chùm. Cánh hoa màu xanh lục hoặc vàng, thuôn dài-mũi mác, cánh vòng ngoài dài 2–3 cm, rộng 1-1,2 cm, vòng trong dài 3–4 cm, rộng 0,8-1,4 cm, tù, có lông tơ mịn và thưa về phía đỉnh. Nhị hoa dài 3,5-4,5 mm. Bầu nhụy dài 1,8-2,5 mm; vòi nhụy dài 2,5-3,5 mm. Đơn quả có lẽ thường khoảng 20, đường kính 1,2-1,8 cm, không bị ép giữa các hạt, sẫm màu khi khô, nhẵn nhụi; cuống quả dài 1,5–3 cm, khá mảnh mai. Hạt hình cầu hoặc det-lồi, màu nâu vàng nhạt, dài 1,3-1,4 cm, rộng 1,1-1,3 cm, dày 7-9mm, hơi nhăn nheo.